# Nausitora fusticula
Nausitora fusticula är en musselart som först beskrevs av John Gwyn Jeffreys 1860.  Nausitora fusticula ingår i släktet Nausitora och familjen skeppsmaskar. Inga underarter finns listade i Catalogue of Life.